# Periodismo histórico

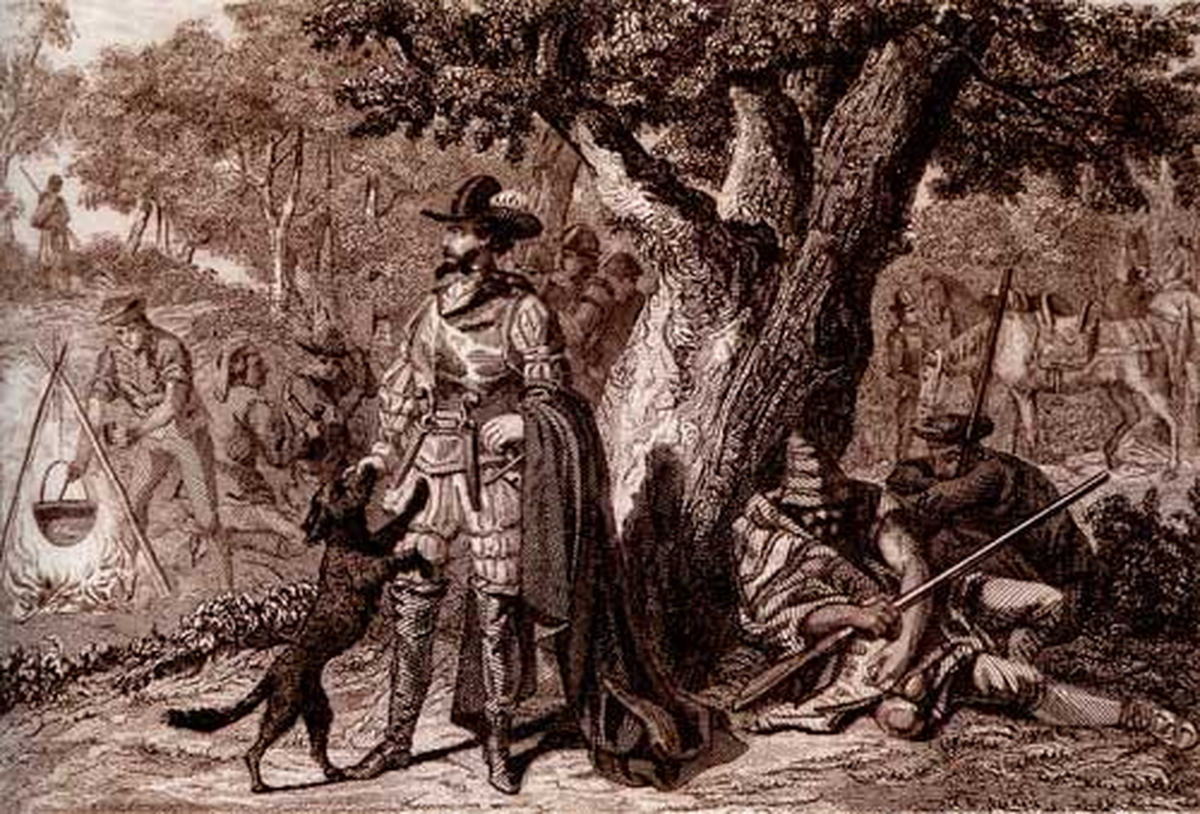
Perot Rocaguinarda según descrito por Cervantes

El periodismo histórico se refiere a la investigación y reportaje en profundidad de eventos históricos, a menudo descubriendo nuevos hechos y brindando nuevas perspectivas sobre sucesos significativos de los siglos pasados. Esta rama del periodismo combina técnicas tanto del periodismo de investigación como de la investigación histórica. Es importante mencionar que la mayoría de estos periodistas no son historiadores o no tienen un título universitario en historia. El periodismo histórico no está directamente relacionado con el revisionismo, ya que en la mayoría de los casos se investigan por primera vez hechos desconocidos. Sin embargo, según el diccionario, algunos casos en que se investigan hechos ya conocidos podrían considerarse como revisionistas.
La segunda parte de 'El Quijote', pieza importante de la literatura universal y capítulo crucial de la obra de Cervantes, es un caso típico de periodismo histórico, ya que narra, unos años después de los hechos, su encuentro con Perot Rocaguinarda, un famoso bandolero de su tiempo, describiendo los hechos con detalle diciendo incluso que "llevaba cuatro pistoletes en la cintura, que en aquellas tierras llaman pedreñales". Así que, puede considerarse como un ejemplo de periodismo histórico por estar basada en fuentes orales y, con un lapso de tiempo suficiente, transcurrido entre los hechos y la narración, los años que hay entre la primera y la segunda parte de 'El Quijote'.

## Características
El periodismo histórico desempeña un papel crucial a la hora de descubrir las verdades del pasado, proporcionar información valiosa e informar al público. Requiere una combinación de habilidades periodísticas y conocimientos históricos, lo que lo convierte en un campo único e importante dentro del periodismo.
El periodismo de investigación histórica se caracteriza por: 
- Investigación exhaustiva : utilización de archivos, fuentes primarias, entrevistas y otros documentos históricos.
- Verificación de hechos : garantizar la exactitud de la información mediante referencias cruzadas de múltiples fuentes.
- Estilo narrativo : presentar acontecimientos históricos de una manera convincente y atractiva.

## Historia

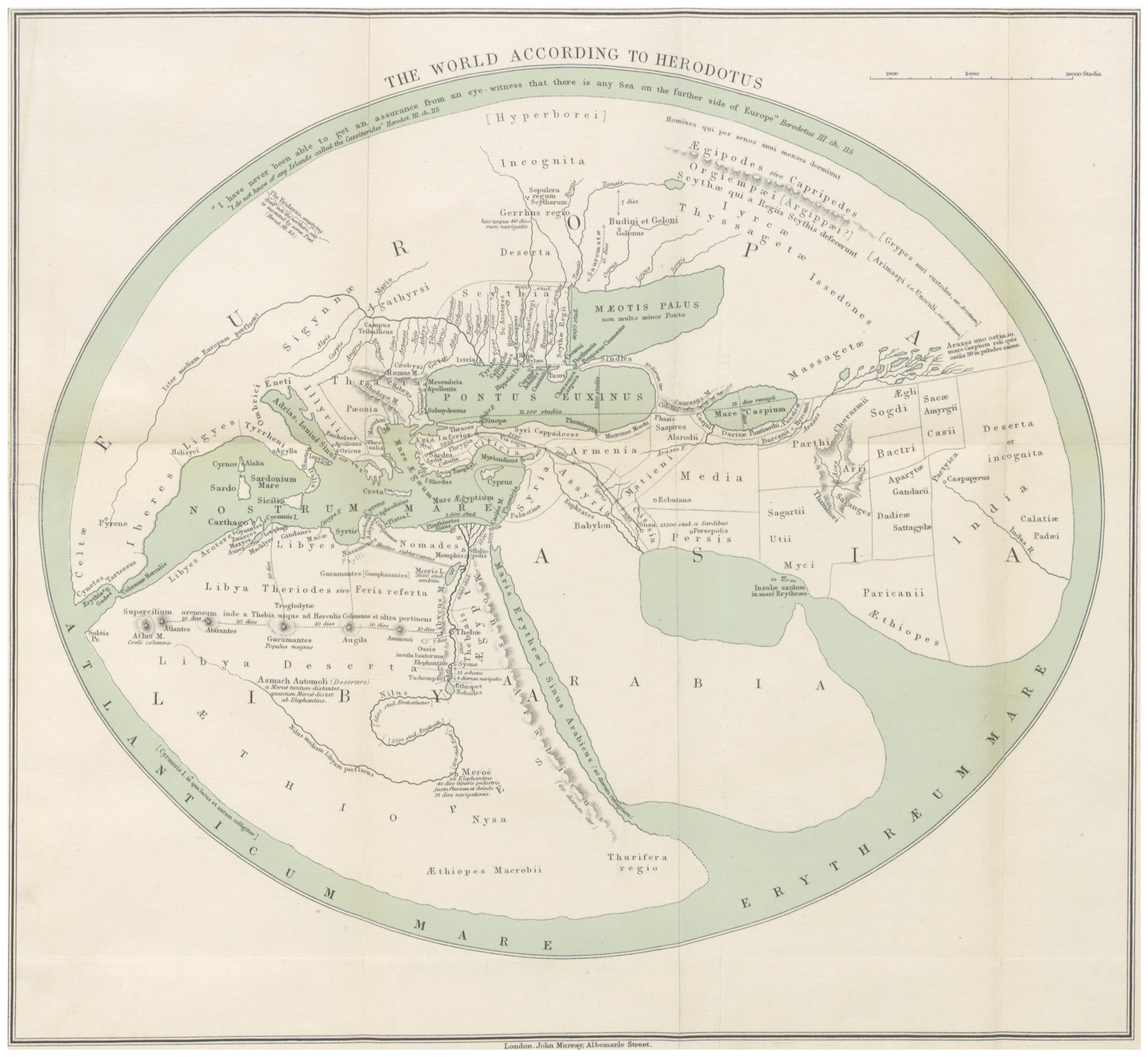
Mapa reconstruido del mundo basado en los escritos de Heródoto

La práctica del periodismo histórico ha evolucionado con el tiempo, y los periodistas buscan comprender el contexto y las implicaciones de los acontecimientos históricos. Cobró mayor importancia en el siglo XX, con publicaciones dedicadas a descubrir las complejidades de los acontecimientos pasados.
El padre de la Historia, el griego Heródoto, cuyo libro de viajes es calificado como “el primer gran reportaje de la literatura universal”. Está ampliamente reconocido que este libro “no es una verdadera historia” porque sólo cuenta con fuentes orales, de modo que sus interlocutores “han contado a Heródoto los hechos no como sucedieron sino como ellos piensan o hubieran querido que sucedieran”. La historia objetiva no existe, como tampoco existe el periodismo objetivo, pero ambas disciplinas tratan de buscar el rigor.
Un ejemplo muy significativo de periodismo histórico es la historia de Matvey Kuzmin, un campesino ruso de 83 años que sacrificó su vida en 1942 para llevar a todo un batallón alemán en una emboscada. Su historia pasó desapercibida hasta que el periodista de Pravda Boris Polevoy escribió el artículo “El último día de Matvey Kuzmin”. Como resultado de esta investigación histórica y de su reportaje, Kuzmin fue reconocido póstumamente como Héroe de la Unión Soviética y su historia se convirtió en un cuento en los libros de texto para niños.
En los últimos años, un grupo de periodistas ha estado colaborando con Wikipedia y varios periódicos documentando las represalias del régimen franquista contra los pro-republicanos en España. Su trabajo incluye historias y cientos de casos de represalias. Estas contribuciones son cruciales para arrojar luz sobre estos períodos oscuros de la historia y garantizar que las víctimas sean recordadas y honradas.

## Métodos
Los periodistas en este campo utilizan diversos métodos, entre ellos: 
- Investigación de archivos : acceso a registros históricos, cartas y documentos oficiales.
- Historias orales : realización de entrevistas con personas que tienen conocimiento de primera mano de eventos históricos.
- Colaboración con historiadores : trabajar junto con historiadores académicos para garantizar una comprensión integral del contexto

## Desafíos e impacto
Los periodistas en este campo enfrentan varios desafíos, tales como:
- Acceso a la información : Dificultad para obtener fuentes primarias o documentos restringidos.
- Verificación de hechos : garantizar la exactitud de los relatos históricos.
- Consideraciones éticas : equilibrar la necesidad de conocimiento público con el respeto por las personas involucradas.

El impacto del periodismo histórico es significativo, ya que:
- Revela verdades ocultas: saca a la luz aspectos de la historia previamente desconocidos o mal entendidos.
- Informa al público: educa al público sobre eventos históricos y su relevancia para cuestiones contemporáneas.
- Influye en las políticas: A veces conduce a cambios en las políticas o en la percepción pública.

## Ejemplos

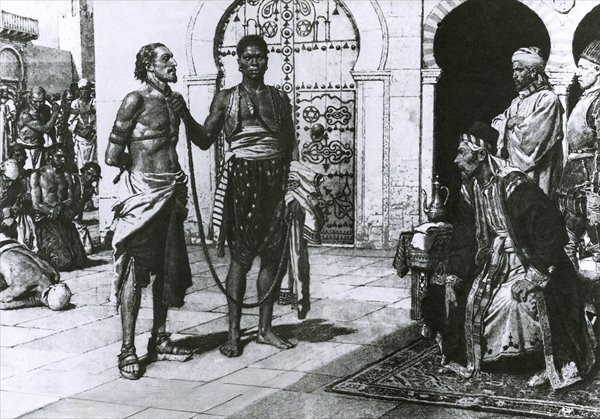
Cervantes comparece ante Hassan Pasha

Entre algunas de las obras de periodismo histórico se pueden citar:
- Cervantes en su obra teatral "El trato de Argel" narra su encarcelamiento en ese país en poder de Hassan Pasha, al regresar de la Batalla de Lepanto.[6]Años más tarde, desde su casa frente al puerto de Barcelona, contemplando los barcos que llegaban a la ciudad, pudo, en la segunda parte de 'El Quijote, narrar algunos acontecimientos que en ella ocurrían, como por ejemplo, la captura de un barco turco frente a Montjuic. Ambas obras se pueden considerar "parte" del periodismo histórico de su tiempo.[7][8]
- " Los Papeles del Pentágono " de Neil Sheehan y The New York Times, revelando la historia secreta de la Guerra de Vietnam.[9]
- Identificación y localización de las poblaciones gitanas catalanas en Francia, lengua, cultura e itinerarios migratorios, por Eugeni Casanova que dio a conocer la existencia de gitanos catalanes en Francia más allá del Rosellón.[10]
- Las "13 Rosas", trece chicas republicanas fusiladas por el ejército franquista el 5 de agosto de 1939, en las tapias exteriores del cementerio de la Almudena de Madrid.[11]
- Las dos mujeres republicanas (madre e hija) de Setcases, Cataluña, obligadas al exilio en el pueblo de Valmanya, en el sur de Francia, desde donde fueron deportadas por las fuerzas de ocupación de la Wertmacht al Campo de Concentración de Ravensbrück, donde aunque la madre murió, la hija pudo sobrevivir hasta la liberación, pero el pueblo de Valmanya fue completamente destruido y casi todos sus habitantes asesinados, en lo que se conoce como la Masacre de Valmanya.[12]